# Kodolányi Antal
Kodolányi Antal (Bátor, 1835. február 16. – Budapest, 1910. december 1.) mezőgazdász, szakíró, a magyar földhitelintézet becslője.

## Életrajza
1835. február 16-án született Bátorban. Apja az egri főkáptalan kasznárja volt; gyermekéveit itt és Várkonyban (Borsod megye) töltötte, ahová apja időközben tiszttartóvá neveztetett ki. A gimnáziumot Rozsnyón, Selmecen és Egerben végezte; a bölcseletet Rozsnyón és Egerben hallgatta, ahonnét az akkoriban létrejött érettségi vizsgát 1851-ben Kassára ment letenni.
1851 őszén a pesti egyetemen orvosi hallgatónak íratta be magát, de a következő évben betegeskedése miatt, orvosi tanácsra, az orvosi pályát abbahagyta és fél évig a jogot hallgatta; azonban e pálya iránt sem érzett hajlamot, azt is elhagyta és szülei óhajának engedve, a veszprémi szemináriumba lépett be. A beállott szünidő után ide sem tért többé vissza, mert időközben édesanyja elhalálozván, apja beleegyezett, hogy az általa már gyermeksége óta annyira kedvelt gazdai pályára lépjen, melyet édesapja mellett, aki akkoriban arlói bérlő volt, 1855-ben kezdett meg.
1856-ban apja Kismartonba (Sopron megye) tette át lakását, ő is oda költözött és itt herceg Eszterházy szolgálatába állott. Azonban még ez év őszén az uradalmi kormányzóság engedélyezte számára, hogy egy gazdasági intézetbe menjen, a szászországi Lipcse melletti lutschenaui gazdasági intézetbe vándorolt. Innét visszatérve a Bars megyei lévai uradalomba nevezték ki írnoknak. 1858 elején Sennyey Pál báró mint gazdasági titkárt vette magához, amikor Bélybe (Zemplén megye) költözött. Itt volt 1862 tavaszáig a gyakorlati téren és a tudományokkal foglalkozott. 1862-ben gróf Andrássy Gyulához ment át mint gazdasági titkár Tőketerebesre, mely állásától egy év múlva megvált és Pestre ment mint a Kertész Gazda segédszerkesztője, de még ugyanazon évben a kertészeti társulat által kibocsátott Magyar Kertész című lap szerkesztésével bízatott meg.
1863. november 15-én az Országos Magyar Gazdasági Egyesület (OMGE) segédtitkárnak választatott meg; ez állást elfoglalván, egyszersmind a Gazdasági Lapok szerkesztőségébe lépett, mely lap mellett is mint segédtitkár hat évig működött. Ez időben Kecskeméthy Aurél felhívására egyideig a Sürgöny közgazdasági rovatát is vezette. 1867-ben a kormány megbízásából Sponzor Pál társaságában tanulmányi utazást tett Németországban, Franciaországban és Svájcban. 1868-ban a Berlinben tartott aratógép-versenyhez küldte ki a kormány. Az országos gazdasági egyesület pedig 1868 végén saját költségén a Bécsben tartott német gazdák és erdészek nagygyűlésére és 1869-ben a Boroszlóban tartott német gazdák és erdészek nagygyűlésére küldte ki, s ezekről szóló jelentése a Gazdasági Lapokban jelentek meg.
1869. októbertől a kolozsmonostori gazdasági tanintézet igazgató-tanára volt. Ezen gazdasági tanintézet volt az első gyakorlati irányú gazdasági közép-tanintézet, mely teljesen az ő tervezete szerint szerveztetett és melynek mintájára pár év múlva a többi közép-gazdasági tanintézeteket is átalakították. 1873-ban a budapesti műegyetemen a gazdaságtan tanára volt. 1873-ban makacs gégebaja következtében az intézettől hosszabb szabadságra volt kénytelen távozni, ahova betegsége súlyosbodása miatt, többé vissza nem tért. 1874. július 1-től a magyar földhitelintézet jószágbecslője lett. 1895-ben nyugalomba vonult.
Budapesten érte a halál 75 évesen, 1910. december 1-én.

## Munkássága
A gazdasági növénytan korszerű kiépítésében végzett úttörő munkát; ez irányú művei külföldi munkák nyomán készültek.

## Főbb munkái
- Növénybonc-, vegy- és élettan (Pest, 1867)
- A testalak s a haszonvételi termelő képesség közötti viszony a szarvasmarhánál (Kolozsvár, 1870)
- Mezei gazdasági üzlettan (Pest, 1871)
- A Jellinek-féle gyümölcsnemesítési és tenyésztési eljárás leírása (Kolozsvár, 1873)
- A gyümölcsfatenyésztés (Budapest, 1877)
- Mezőgazdasági munkák és teendők (Budapest, 1909)